# Federica Pellegrini
Federica Pellegrini (Mirano, 5 de agosto de 1988) é uma nadadora italiana especialista nos 200 m e 400 metros livres. Nos Jogos Olímpicos de Pequim, em 2008, fez um tempo recorde de 1:54.82 nos 200 metros livres e proclamou-se campeã olímpica.

## Carreira
Pellegrini estreou em Olimpíadas no ano de 2004 em Atenas, onde conquistou a medalha de prata nos 200 m livre. No ano seguinte repetiu a medalha de prata na prova dos 200 m livre, agora no Campeonato Mundial realizado em Montreal. Em 2006 no Campeonato Europeu de Trieste, confirmou sua grande capacidade na prova dos 200 m livre e levou o ouro. Já na preparação para os Jogos Olímpicos de Pequim 2008, ela repetiu a atuação do Mundial anterior com outra medalha de prata nos 200 m livre, em Xangai, onde também levou o bronze nos 400 m livre. Em 2008, grande ano de sua carreira até então, Pellegrini obteve a medalha de ouro nos 400 m livre no Campeonato Europeu de Eindhoven, estabelecendo o recorde mundial com o tempo de 4:01.53. Com grandes resultados, ela chegou a Pequim como grande favorita a vitória nos 200 m e 400 m livre. Nos 400 m livre, após bater o recorde olímpico nas eliminatórias ela não conseguiu repetir a atuação na final, ficando apenas na quinta colocação. Mesmo assim ela superou a decepção ao vencer todas as baterias dos 200 m livre, quebrando o recorde mundial com o tempo de 1:54.82 e tornando-se campeã olímpica da prova.